# Corimus lepidus
Corimus lepidus is een keversoort uit de familie spitshalskevers (Silvanidae). De wetenschappelijke naam van de soort werd in 1980 gepubliceerd door Halstead.